# Baraq
Baraq (gest. 1271) was khan van het khanaat van Chagatai. Hij regeerde van 1266 tot 1271. Baraq was de zoon van Yesünto'a en de achterkleinzoon van Chagatai Khan.